# Carlin Fabris
Carlos Fabris, mais conhecido como Carlin (Caxias do Sul, 25 de julho de 1889 — Caxias do Sul, 28 de maio de 1975), foi um ferreiro e historiador brasileiro.

## Biografia
Era filho do imigrante italiano Vittorio Fabris, que se fixou na colônia de Caxias no fim do século XIX. Ali conheceu sua futura esposa, também imigrante, a austríaca Maria Paternoster, filha de Giacomo Paternoster e Orsola dal Piaz, e irmã de João Paternoster. Vittorio foi um premiado ferreiro, inventor de ferramental agrícola e um dos fundadores da capela de Eduardina (depois Conceição da Linha Feijó), além de ser homem de grande cultura, sobre quem Costamilan disse: “Só quem o conheceu pode saber do quanto este imigrante era capaz, pois até carabina de precisão ele fabricava em sua ferraria. Quando não estivesse trabalhando, era encontrado invariavelmente lendo, desde Voltaire até a evolução das espécies ou a origem das galáxias, graças ao que podia-se conversar com ele sobre qualquer assunto”. Maria foi costureira e a primeira professora documentada na colônia a atuar no centro urbano, e a primeira a ensinar em português. Ambos hoje dão nome a ruas, e Maria nomeou também uma escola municipal, extinta em 1999.
Seu filho Carlin passou a juventude em Conceição, nascendo quando a própria comunidade nascia, e mais tarde foi viver no distrito de Galópolis. Trabalhou com uma ferraria e comércio de ferramentas, casa muito procurada e elogiada. Também foi delegado da Ação Integralista Brasileira junto ao juizado eleitoral de Caxias, conselheiro do Patronato Imaculada Conceição, uma sociedade católica ligada à capela que tinha como objetivos guardar e promover a fé e a moral cristã e a educação cívica, sob o lema do venerável Leonardo Murialdo: Oração – Instrução – Recreio, e foi um dos fundadores e diretor da Biblioteca Rural Dr. Alceu Barbedo, sendo figura de grande destaque em sua comunidade.
Foi casado com Augusta Rossato, tendo os filhos Vitório, Dolores, Benito, Gema, Getúlio, Helena, Evaristo e Josefina. Hoje o nome de Carlin batiza uma escola municipal em Caxias. 

## Obra
Carlin ganhou notoriedade no campo dos estudos da imigração italiana no Rio Grande do Sul, através de um texto em que narra a fundação da paróquia de Conceição, escrito em um misto de talian e português, que tem sido considerado um precioso e raro documento cultural, histórico e linguístico, estudado e usado como referência por diversos pesquisadores, entre eles Luiz De Boni, Rovílio Costa e José Clemente Pozenato. O texto foi deixado em um caderno manuscrito, e foi publicado por De Boni em seu livro La Mérica (1977). Carlin faleceu quando o livro estava sendo preparado para publicação. Segundo Alice Pellizzoni, colaboradora de Pozenato, essa narrativa “é uma fonte inesgotável a ser explorada para ajudar a entender como se deu a aculturação do imigrante italiano no Brasil“. Para Ana Paula Soares, seu texto, junto com alguns outros exemplos, ajudou a formar uma visão nova sobre a imigração, aparecendo no auge de uma onda de revisão crítica do tema. De Boni também falou sobre sua importância:
"Em 44 páginas de um caderno, Carlin Fabris, um colono de rica personalidade, escreveu a história da Paróquia de Conceição. Tendo conhecido o povoado desde o começo, seu testemunho é valioso sob os mais diferentes aspectos. Vários acontecimentos são por ele narrados com fidelidade; uma linguagem que obriga a gente a simplesmente transcrevê-la, tal a mistura entre dialeto do italiano e português; é um documento ímpar a respeito da formação de uma comunidade na zona de imigração italiana. Trata-se também de uma obra de um semi-letrado e que, por isso, deve ser lida com a consideração que merece um documento provindo diretamente de uma fonte popular".
Abaixo seguem pequenos trechos do seu relato, mantida a grafia original:
"Tornamos uns passos atrás para começa a Historia como se formou o povoado de Edoardina e a construção da nossa Igreja, era em 1888 quando o nosso vizinho povoado hoje S. Marco de Linha Feijó organisou-se para construir uma Igreja, como que era tudo Veneto era para dar o nome de S. Marco, o Padroeiro de Veneza. Em Agosto do mesmo ano se reuniu para tratar do assunto todos disposto, esta reunião era composta com a cabeça do Srs. Paolo Rosatto, Antonio Rosatto, Vittorio Rosatto, Marcelo Rosatto, Piero Facchin, Angelo Facchin, Luigi Facchin, Isidoro Facchin, Marco Vencato, Antonio Vencato, Francesco Vencato, estes três o ultimo era conhecido com o nome de i Balarini e por ultimo que fazia parte da reunião Nane Lora. [...]
"Cuando era presiso faser uma derubada n'uma Familia todos coria para ajudar, acin aquela Familia que tinha gastar 15 dia fasia n'un só dia e acim por diante. Não tinha Medico tão pouco Elevatrice (parteira) o unico Medico era Nane Lera o home do salasseto (sangria). La Levatrice, ou a Partera era uma ou outa. Poren dentro de toda a dificoldade e sacrificio os cantico e alegria imperiava dentro do seo umilde Lar, La Bela violeta, II Massolin di Fiori, Isabela, e outros cantico que não me lembo, especialmete cuacuando catavo a Familia de i Castaldei i Pirani i Canutí e i Schioti la gera una vera alegria in cuel'epoca. [...]
"Entretanto os primitivo continuava sen tregua na construção da Igreja. Era o mez de Novembro de 1891 cuando que estava cuasi terminada faltavalhe algun retoque. Forão eleita uma comição para ir tratar con P. D. Andrea Walter diretor dos Palotino em Caxias para a Benção da Igreja. O P. Walter que muito se interesó e recebeo a dita comição con carinho, congratulando-se disendolhe que não pensava que assim pouco tempo tivesse terminado esta obra e prometeo que o dia 8 de Dezembro andava um Padre para dar a Bença da Igreja e a Imagens, o povo trató de prepar-se por este grande dia de festa defato o dia 8 veio o P. D. Carmine Fasulo que foi aceito con grande jubilo pela comição e o povo acin esta festa durou 3 dia.
"A Comição dos festejo aproveitó esta oportunidade para faser o pedido ao Redo. P. se pudece servir esta nova Capela uma vez ao mez con uma S. Missa Confessar Comugar afinal o que era nessario nas nossa Santa Religião ele disse que será difissel pelo muito serviço que tinha, mas garantio que de treis en treis meses vinha celebrar uma ou duas S. Missa. E acim a Edoardina comessó uma nova Vida que durou mais dois ano".